# Turneria frenchi
Turneria frenchi é uma espécie de formiga do gênero Turneria.